# Exemplo Regenerador
Exemplo Regenerador, ou Prelúdio que Regenera, é um filme curta-metragem silencioso brasileiro lançado em 1919. Foi escrito e dirigido por José Medina e produzido por Gilberto Rossi. É um dos filmes brasileiros de ficção  mais antigos a possuir uma cópia sobrevivente.
Em dezembro de 2019, o curta entrou para a lista dos 100 melhores curtas-metragens brasileiros feito pela Associação Brasileira de Críticos de Cinema (ABRACCINE).

## Sinopse
Um marido farrista deixa a esposa em casa sozinha no dia do aniversário de seu casamento. O criado, condoído com a tristeza da esposa, imagina um plano para ajudá-la a reconquistar o marido: esposa e criado fingem um adultério e, chamado à casa por um bilhete anônimo denunciando a pretensa traição da esposa, o marido acredita na farsa. Louco de ciúmes, prepara-se para matar os amantes quando o criado lhe conta a verdade. Regenerado com a lição, marido e mulher fazem as pazes e trocam carinhos.

## Elenco
- Lucia Laes como Esposa
- Waldemar Moreno como Marido
- José Guedes de Castro como Criado
- Carlos Ferreira como Porteiro